# 2,4-Dinitrophénol
Le 2,4-dinitrophénol (DNP) est un composé chimique aromatique de formule C6H4N2O5. C'est l'un de six isomères du dinitrophénol.
C'est un poison du métabolisme cellulaire. Il découple la phosphorylation oxydative en transportant les protons à travers la membrane mitochondriale, ce qui conduit à une augmentation rapide de la consommation d’oxygène en parallèle d'une faible formation d’ATP.

## Propriétés chimiques
Le 2,4-dinitrophénol est un solide cristallin jaune, qui a une odeur douceâtre de moisi. Il est très volatil, il se sublime lorsqu'il est légèrement chauffé et dégage alors de la vapeur. Il est modérément soluble dans l'eau (ses sels de sodium sont des cristaux solubles dans l'eau), l’acétate d'éthyle, l’acétone, le chloroforme, la pyridine, le tétrachlorure de carbone, le toluène, l’éthanol, le benzène, et les solutions aqueuses alcalines. Il forme des sels explosifs avec les produits alcalins et l’ammoniaque, et émet des fumées toxiques d'oxydes d'azote quand il est chauffé jusqu'à décomposition. Il est incompatible avec les métaux lourds et de leurs composés.

## Usages industriels
Le 2,4-dinitrophénol est utilisé commercialement principalement dans la recherche scientifique et l'industrie manufacturière. Il a été utilisé à une époque pour fabriquer des colorants, d'autres produits utilisés en chimie organique et des produits de traitement des bois. Il a également été utilisé pour fabriquer des produits pour développer les photographies, des explosifs et des pesticides.

## Utilisations dans la recherche
Le dinitrophénol est également utilisé pour identifier les cétones. Le DNP se combine avec les cétones et le point de fusion du composé qui en résulte permet de déterminer de quelle cétone il s’agit.

## Action pharmacologique
Dans les cellules vivantes, le dinitrophénol agit comme un transporteur de protons (ionophores), un agent qui peut transporter les protons (ions hydrogène) à travers les membranes biologiques. Il contrarie le gradient des protons dans les mitochondries et les membranes des chloroplastes  et provoque l'effondrement du gradient électrochimique que la cellule utilise pour produire l’énergie chimique de la plupart des molécules d’ATP. Au lieu de produire de l'ATP, l'énergie du gradient de protons est perdue en chaleur. Les cellules compensent la baisse du rendement de l'ATP en oxydant davantage les réserves stockées sous forme de glucides et de graisses.
Le dinitrophénol est souvent utilisé dans la recherche en biochimie pour explorer le fonctionnement de l’osmose chimique et des autres mécanismes protéiques de transport membranaire.

## Toxicité pour l’environnement
Le dinitrophénol  est considéré comme un important contaminant de l’environnement par l’Agence de protection de l'environnement des États-Unis (EPA). Il a été retrouvé dans 61 des 1 400 sites prioritaires qui ont besoin d’être dépollués de leurs déchets industriels. Il peut contaminer l'atmosphère à partir des gaz d'échappement des véhicules automobiles, de la combustion de certaines substances industrielles, et de la réaction de l'azote de l'air atmosphérique avec d'autres produits chimiques. Le site majeur de dégradation est le sol, où il est métabolisé par les micro-organismes.
Mais les effets du dinitrophénol sur les micro-organismes anaérobies sont encore mal connus. Certaines études suggèrent qu’il existerait une toxicité pour les organismes anaérobies à cause de la réduction de la production de méthane.

## Toxicologie professionnelle
En milieu professionnel, le 2,4-dinitrophénol  est ingéré par voie respiratoire (poussières, vapeurs) et surtout par voie cutanée. Les effets d'une intoxication aiguë par voies dermale et inhalatoire n'ont pas fait l'objet d'études.

## Utilisation comme traitement amaigrissant
Au cours des années 1930, le dinitrophénol a été largement utilisé dans les pilules amaigrissantes, après que Cutting et Tainter de l'Université de Stanford eurent réalisé leur première étude sur la capacité des drogues à accroître considérablement leur activité métabolique. Le dinitrophénol agit comme transporteur de protons dans la membrane mitochondriale, en inhibant la phosphorylation oxydative de l'ATP et en rendant la production d'énergie moins efficace. En effet, une partie de l'énergie qui est normalement produite à partir de la respiration cellulaire est gaspillée en chaleur. Ce manque d'efficacité est proportionnel à la dose de dinitrophénol qui est absorbée. Ainsi, lorsque la dose augmente, la production d'énergie devient-elle moins efficace : le métabolisme est alors activé - un plus grand nombre de matières grasses sont brûlées -, afin de compenser l'inefficacité et de répondre à la demande énergétique. Fait intéressant, le facteur qui limite le plus l’augmentation des doses de dinitrophénol n'est pas le manque de production d'énergie par l'ATP, mais plutôt une hausse excessive de la température corporelle due à la chaleur produite. En conséquence, une surdose de dinitrophénol va provoquer une fièvre fatale. Les effets secondaires dangereux, et notamment les cataractes qui se sont développées, ont abouti rapidement à l’interdiction du dinitrophénol aux États-Unis dans le courant de l’année 1938. Le dinitrophénol continue cependant à être utilisé par certains culturistes et athlètes pour perdre rapidement de la graisse corporelle. Les surdoses fatales sont rares, mais elles sont toujours signalées occasionnellement,,. En 2007, une allemande est décédée après avoir ingéré du DNP.
Face à ces intoxications, dont une fatale au Royaume-Uni, Interpol publie en mai 2015 une alerte mondiale, une « notice orange », face à ce produit illicite, à l'usage potentiellement mortel. En Angleterre et au Pays de Galles seulement, entre 2007 et 2016, le dinitrophénol a été mentionné sur le certificat de décès comme étant impliqué dans 15 décès.
Alors que le dinitrophénol est considéré par beaucoup comme trop dangereux pour un usage humain, son mécanisme d'action reste l'objet d’étude comme approche d’un traitement potentiel de l'obésité. Actuellement, la recherche est axée sur les protéines inhibitrices présentes naturellement chez l'homme.